# Làm tan băng

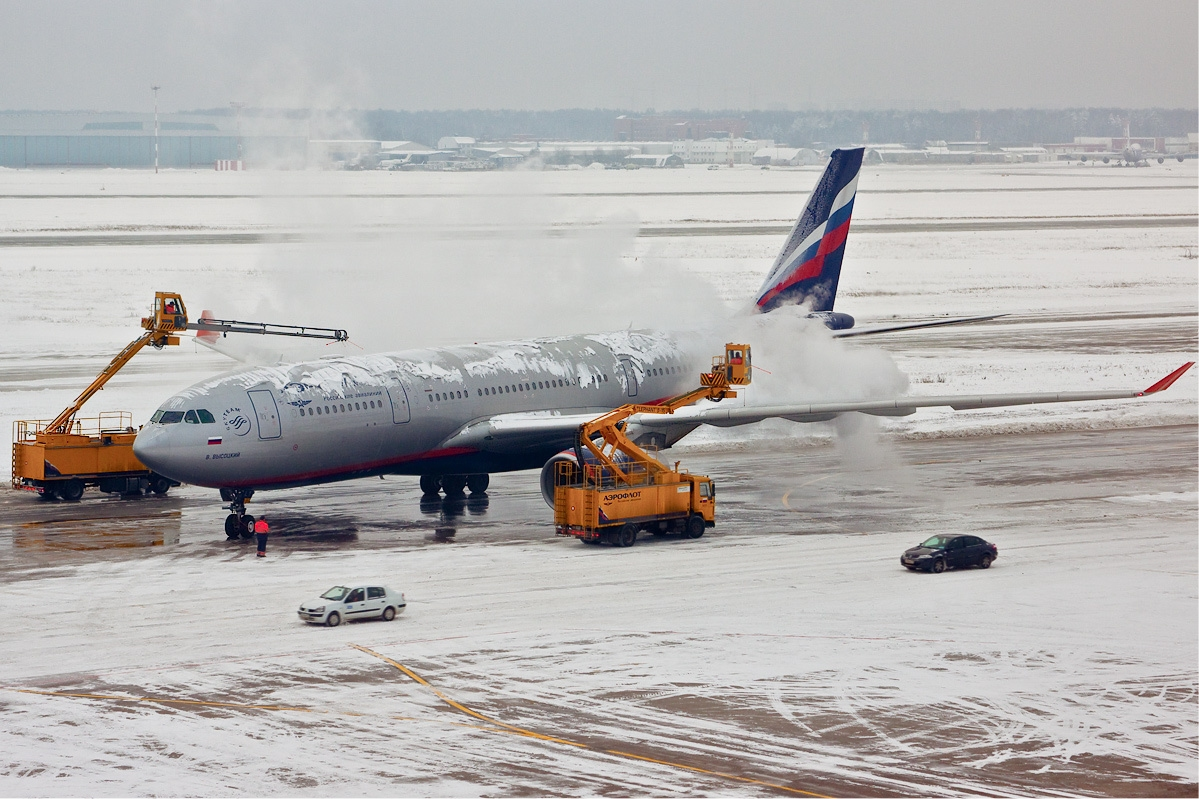
Một chiếc máy bay Airbus A330 của Aeroflot được dọn tuyết tại Sân bay quốc tế Sheremetyevo.

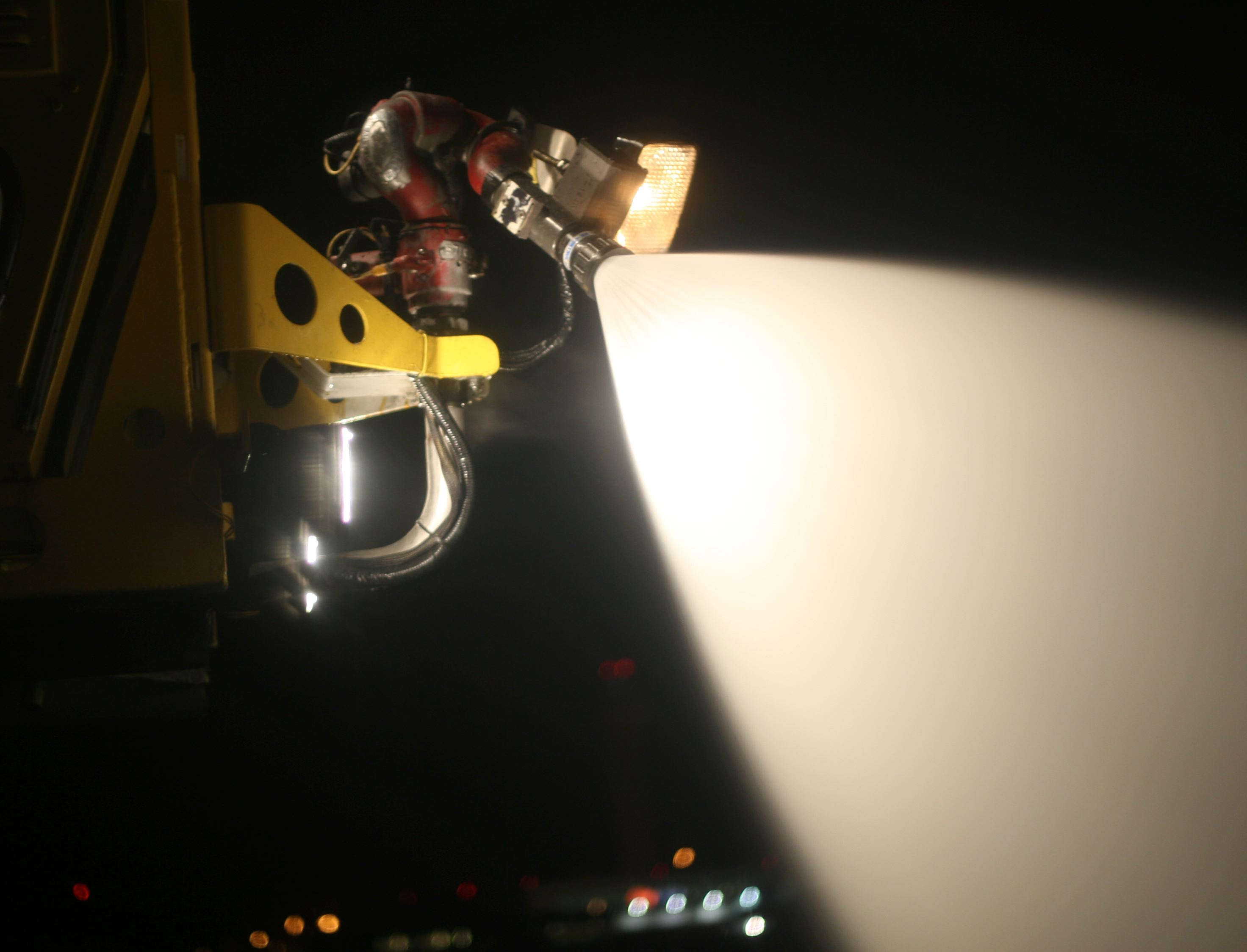
Xịt hóa chất làm tan tuyết tại phi trường Salt Lake City, 2010

Làm tan băng (tiếng Anh: De-icing) được định nghĩa là việc loại bỏ tuyết, băng hoặc sương muối khỏi một bề mặt. Chống băng (Anti-icing) được hiểu là việc sử dụng các hóa chất không chỉ làm tan đá, mà còn tồn tại trên bề mặt và tiếp tục trì hoãn việc đóng băng trong một khoảng thời gian nhất định, hoặc ngăn chặn sự kết dính của băng để làm cho việc dọn dẹp bằng các thiết bị cơ khí trở nên dễ dàng hơn.

## Cách tiếp cận
Làm tan băng có thể được thực hiện bằng phương pháp cơ học (cào, đẩy); thông qua việc áp dụng nhiệt; bằng cách sử dụng các hóa chất khô hoặc lỏng được thiết kế để hạ thấp điểm đông đặc của nước (các loại muối khác nhau, rượu, glycol); hoặc bằng sự kết hợp của những kỹ thuật khác nhau này.

### Phi cơ

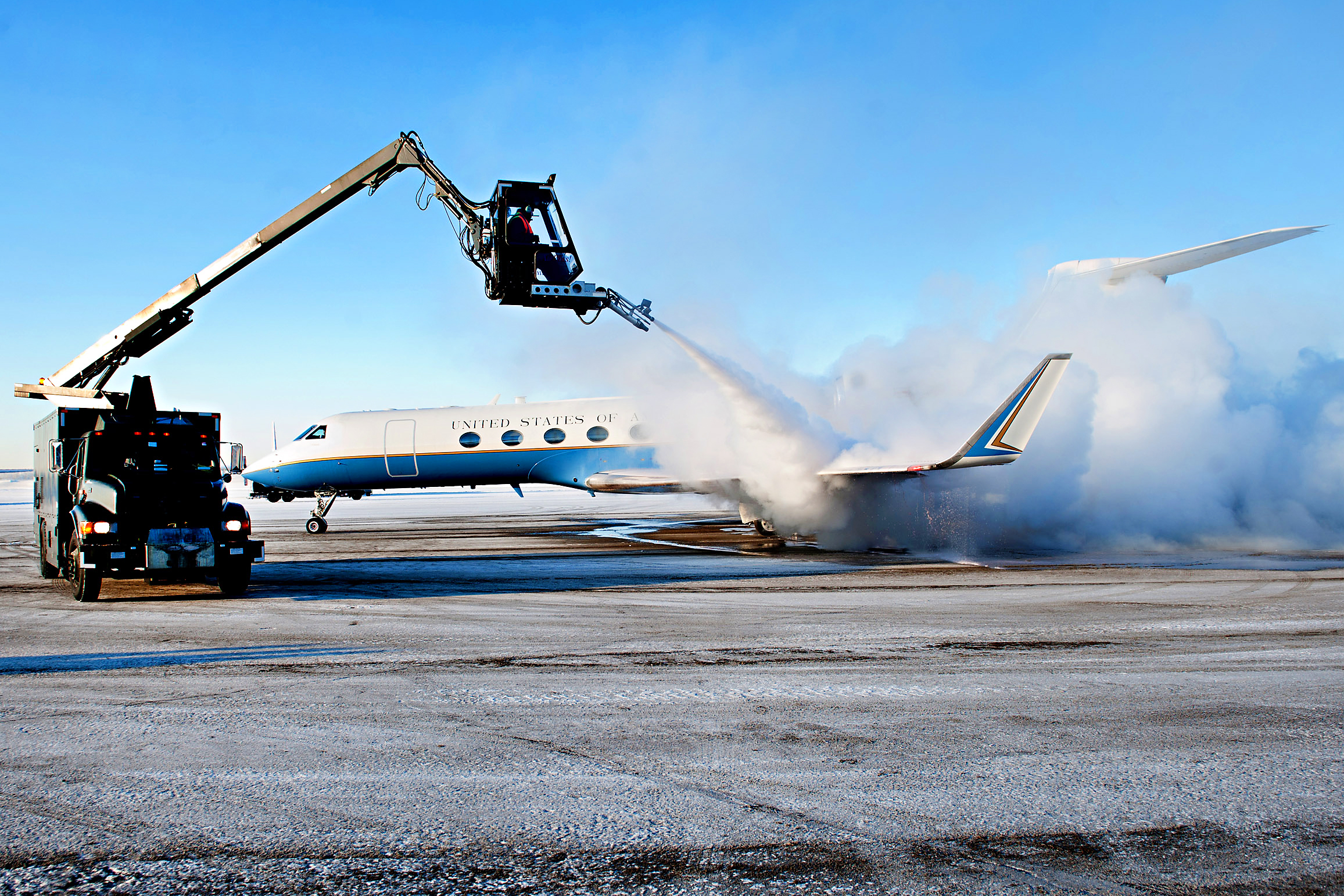
Một máy bay Gulfstream G550 của Hoa Kỳ làm tan băng trước khi rời khỏi Alaska vào tháng Một

Trên mặt đất, khi có điều kiện đóng băng và mưa, việc phá băng một chiếc máy bay rất là quan trọng. Các chất gây đóng băng làm cho bề mặt điều khiển quan trọng trở nên thô và không đồng đều, phá vỡ luồng không khí trơn tru và làm giảm đáng kể khả năng của cánh để tạo ra lực nhất lên, và gia tăng lực kéo. Tình huống này có thể gây ra tai nạn. Nếu những mảnh băng lớn tách ra khi máy bay đang di chuyển, chúng có thể bị cuốn vào trong động cơ hoặc đập vào cánh quạt và gây ra sự hư hỏng thảm khốc. Các chất gây đóng băng cũng có thể làm kẹt chặt các bề mặt điều khiển, làm cho chúng không di chuyển đúng cách. Do hậu quả nghiêm trọng này có thể xảy ra, việc phá băng được thực hiện tại các sân bay có nhiệt độ khoảng 0 °C (32 °F).
Trong khi bay, các giọt nước siêu lạnh thường tồn tại trong các đám mây dạng phân tầng và mây cumulus. Chúng hình thành băng khi chúng bị đánh trúng bởi cánh máy bay và đột ngột kết tinh. Điều này làm gián đoạn luồng không khí trên cánh, giảm độ nâng, vì vậy máy bay được mong đợi bay trong điều kiện như vậy được trang bị một hệ thống phá băng.
Các kỹ thuật phá băng cũng được sử dụng để đảm bảo rằng đầu vào động cơ và các cảm biến khác nhau ở bên ngoài máy bay không bị đóng băng hoặc tuyết.

#### Hoá chất làm tan băng
Các chất lỏng làm tan băng bao gồm propylen glycol (PG) và các chất phụ gia được các hãng hàng không sử dụng rộng rãi để làm tan băng.:43 Chất lỏng Ethylene glycol (EG) vẫn còn đang được sử dụng để làm tan băng ở một số nơi trên thế giới vì nó có nhiệt độ hoạt động thấp hơn (LOUT) so với PG. Tuy nhiên, PG phổ biến hơn vì nó ít độc hơn ethylen glycol :2–29
Khi áp dụng, hầu hết chất lỏng làm tan băng không dính vào bề mặt máy bay, và rơi xuống mặt đất.:101 Sân bay thường sử dụng các hệ thống ngăn chặn để giữ lại chất lỏng đã qua sử dụng, để nó không thể thấm vào trong lòng đất và nước. Mặc dù PG được phân loại là không độc, nó làm ô nhiễm nước vì nó tiêu thụ một lượng oxy lớn khi nó phân hủy, làm cho cuộc sống dưới nước chết ngạt.
Chống đóng băng của máy bay được thực hiện bằng cách áp dụng một lớp bảo vệ, sử dụng chất lỏng nhớt gọi là chất chống băng, trên bề mặt để hấp thụ chất. Tất cả chất lỏng chống băng chỉ bảo vệ giới hạn, phụ thuộc vào loại chất gây đóng băng và điều kiện thời tiết hiện tại. Một chất lỏng thất bại khi nó không còn có thể hấp thụ chất gây ô nhiễm và nó sẽ tự nó trở thành một chất gây ô nhiễm. Ngay cả nước có thể là một chất gây ô nhiễm trong ý nghĩa này, vì nó làm loãng các tác nhân chống đóng băng cho đến khi nó không còn hiệu quả.

#### Dùng hồng ngoại tuyến
Hệ thống sưởi tia hồng ngoại trực tiếp cũng đã được phát triển như một kỹ thuật làm tan băng cho máy bay. Cơ chế truyền nhiệt này nhanh hơn đáng kể so với các phương pháp truyền nhiệt thông thường được sử dụng trong quá trình khử băng thông thường (đối lưu và dẫn) do hiệu ứng làm mát của không khí trên chất lỏng chống đóng băng.
Một hệ thống làm tan băng dùng tia hồng ngoại đòi hỏi quá trình sưởi diễn ra bên trong một hangar được chế tạo đặc biệt. Hệ thống này tuy nhiên có sự quan tâm hạn chế giữa các nhà điều hành sân bay, do không gian và các yêu cầu hậu cần liên quan cho các hangar. Tại Hoa Kỳ, loại hệ thống phá băng hồng ngoại này đã được sử dụng, trên cơ sở giới hạn, tại hai sân bay lớn và một sân bay thương mại nhỏ [:80–81 
Một hệ thống hồng ngoại khác sử dụng các đơn vị sưởi di động gắn vào xe tải mà không yêu cầu sử dụng hangars . Nhà sản xuất tuyên bố rằng hệ thống có thể được sử dụng cho cả máy bay cánh cố định và máy bay trực thăng, mặc dù nó đã không trích dẫn bất kỳ trường hợp sử dụng nó trên máy bay thương mại.

### Đường sân bay
Các hoạt động làm tan băng đường sân bay, phi đạo, đường tiếp nối, chỗ đậu máy bay, cầu đường bộ có thể liên quan đến một số loại sản phẩm chất lỏng và rắn, bao gồm propylen glycol, ethylene glycol và các hợp chất hữu cơ khác. Các hợp chất dựa trên chloride (ví dụ [muối]] không được sử dụng tại sân bay, do tác động ăn mòn của chúng đối với máy bay và các thiết bị khác.:34–35
Hỗn hợp Urê cũng được sử dụng cho vỉa hè, do chi phí thấp. Tuy nhiên, urea là một chất gây ô nhiễm đáng kể trong các con đường thủy và vùng hoang dã, vì nó thoái hóa thành amonia sau khi ứng dụng, và nó đã được loại bỏ chủ yếu ở các sân bay Hoa Kỳ. Trong năm 2012 Cơ quan Bảo vệ Môi sinh Hoa Kỳ (EPA) đã cấm sử dụng các chất làm tan băng có urê ở hầu hết các sân bay thương mại.

### Đường bộ
Việc làm tan băng đường bộ thường được thực hiện theo truyền thống bằng muối, được rải bằng xe xúc tuyết hoặc xe tải chở vật liệu phế thải được thiết kế để rải nó, thường trộn với cát và sỏi, trên những con đường trơn. Natri chloride thường được sử dụng vì nó không đắt tiền và có sẵn với số lượng lớn. Tuy nhiên, vì nước muối vẫn đóng băng ở -18 °C (0 °F), không có ích gì khi nhiệt độ giảm xuống dưới điểm này. Nó cũng có xu hướng gây ra sự ăn mòn mạnh mẽ, làm gỉ sét thép trong hầu hết các phương tiện xe cộ và thanh vữa trong các cây cầu bê tông. Tùy thuộc vào nồng độ, nó có thể độc hại đối với một số thực vật và động vật, và một số khu đô thị vì vậy đã không còn dùng nó nữa. Các loại làm tan tuyết rơi gần đây sử dụng các muối khác như calci chloride và magnesi chloride, không chỉ làm giảm điểm đông của nước tới nhiệt độ thấp hơn nhiều mà còn tạo ra phản ứng tỏa nhiệt. Chúng có phần an toàn hơn cho vỉa hè, nhưng những dư thừa vẫn nên dọn đi.
Gần đây hơn, các hợp chất hữu cơ đã được phát triển để giảm các vấn đề môi trường liên quan đến muối và có tác dụng lâu hơn khi lan truyền trên đường, thường là kết hợp với nước muối cô đặc hoặc chất rắn. Các hợp chất này được tạo ra như các sản phẩm phụ của các hoạt động nông nghiệp như lọc đường củ cải đường hoặc quá trình chưng cất sản xuất ethanol. Ngoài ra, trộn muối đá thông thường với một số hợp chất hữu cơ và magnesi chloride dẫn đến vật liệu dễ rải có hiệu quả đối với nhiệt độ lạnh hơn nhiều (-34oC hay -29oF) cũng như với mức độ rải tổng thể thấp hơn trên một đơn vị diện tích.
Hệ thống đường năng lượng mặt trời đã được sử dụng để duy trì bề mặt các con đường phía trên điểm đóng băng của nước. Một dãy các đường ống được nhúng vào mặt đường được sử dụng để thu năng lượng mặt trời vào mùa hè, truyền nhiệt cho các nơi chứa nhiệt và đưa nhiệt vào đường vào mùa đông để duy trì bề mặt trên 0 °C (32 °F). Hình thức thu thập, lưu trữ và phân phối năng lượng tái tạo này tránh được các vấn đề môi trường khi sử dụng chất gây ô nhiễm hóa học.
Nó đã được đề xuất vào năm 2012 rằng các bề mặt superhydrophobic (siêu kị nước) có khả năng đẩy nước đi cũng có thể được sử dụng để ngăn ngừa sự tích tụ băng dẫn đến khả năng chống đóng băng (superhydrophobic). Tuy nhiên, không phải mọi bề mặt siêu kị nước là chống đóng băng  và phương pháp này vẫn đang được phát triển.

### Hóa chất làm tan băng
Tất cả các hóa chất làm tan băng chia sẻ một cơ chế làm việc chung: Chúng về phương diện hóa học ngăn chặn các phân tử nước từ ràng buộc trên một nhiệt độ nhất định phụ thuộc vào nồng độ. Nhiệt độ này dưới 0 °C, điểm đông đặc của nước tinh khiết. Đôi khi, có phản ứng hòa tan tỏa nhiệt cho phép tạo ra sức làm tan mạnh hơn. Các danh sách sau đây chứa các hoá chất khử băng thông thường nhất và công thức hóa học điển hình của chúng.
Vô cơ, muối
- Natri chloride (NaCl hoặc muối ăn, hoá chất khử băng thông thường nhất)
- Magie chloride (MgCl 
2, thường được thêm vào muối để làm giảm nhiệt độ làm việc của nó)
- Calci chloride (CaCl 
2, thường được thêm vào muối để làm giảm nhiệt độ làm việc của nó)
- Kali chloride (KCl)

Hợp chất hữu cơ
- Calci Magnesium axetat (CaMg 
2(CH 
3COO) 
6)
- Kali axetat (CH 
3COOK)
- Kali formate (CHO 
2K)
- Natri formate (HCOONa)
- Calci formate (Ca (HCOO) 
2)
- Urê (CO (NH 
2) 
2), một loại phân bón phổ biến
- Sản phẩm phụ nông nghiệp (thường được sử dụng làm chất phụ gia cho chloride natri

Alcohol, diol và polyol
(Những chất này là chất chống đông và ít khi sử dụng trên đường)
- Methanol (CH 4O)
- Ethylene glycol (C 
2H 
6O 
2)
- Propylene glycol (C 
3H 
8O 
2)
- Glycerol (C 
3H 
8O 
3)

### Loại chất lỏng

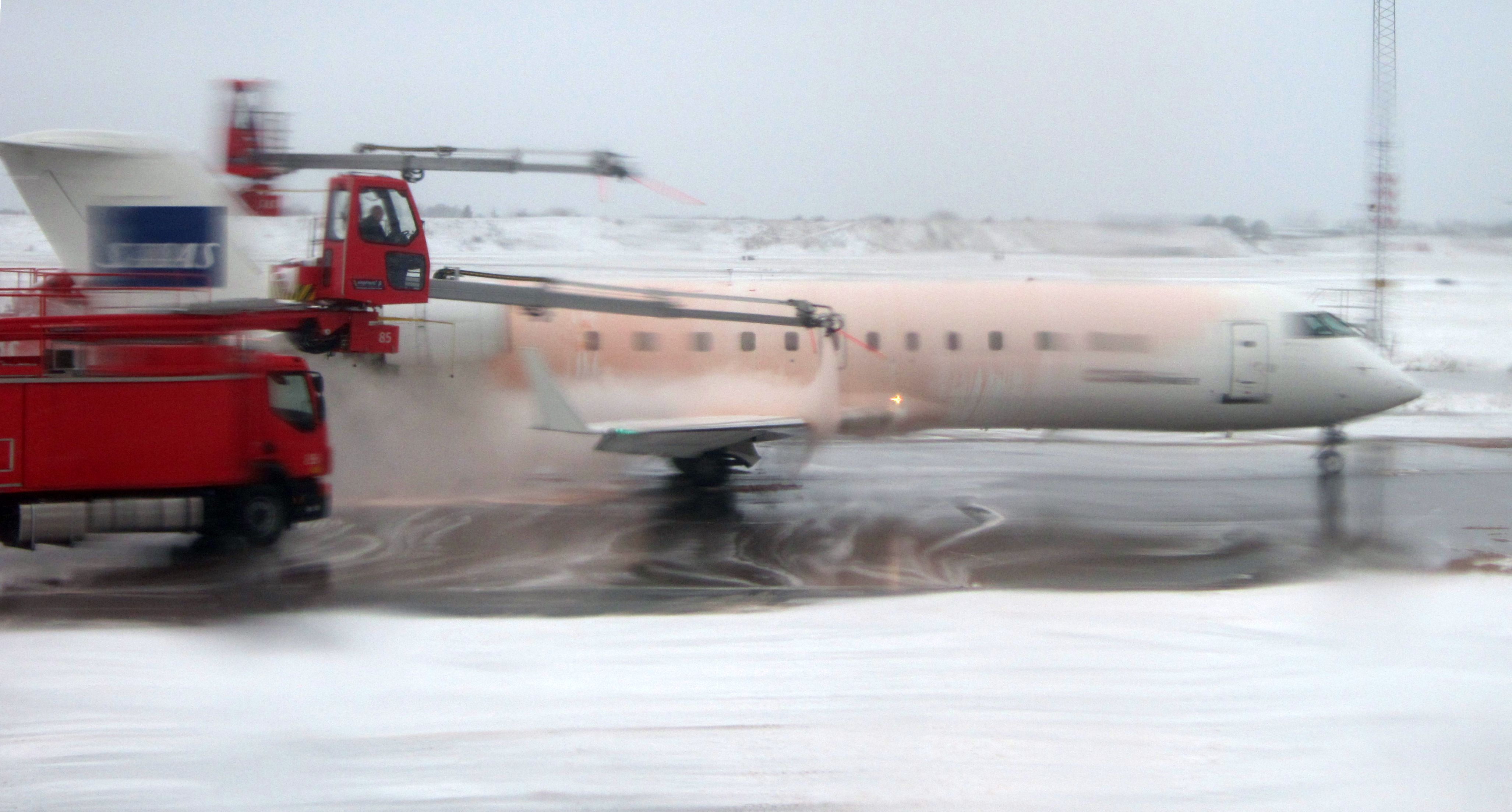
Một chiếc máy bay đang được làm tan băng tại sân bay Copenhagen với chất lỏng màu cam

Có một số loại chất lỏng làm tan băng máy bay, rơi vào hai loại cơ bản:
- Chất lỏng làm tan băng: Glycol được làm nóng pha loãng với nước để làm tan băng và làm sạch tuyết / băng giá, còn được gọi là chất lỏng Newton (do dòng chảy của chúng tương tự như nước)
- Chất chống đóng băng: chất lỏng dựa vào propylene glycol không hâm nóng, không pha loãng, đã được làm đặc lên, còn được gọi là chất lỏng không phải là Newton (do dòng chảy nhớt đặc trưng của chúng) được ứng dụng để làm chậm sự phát triển của băng hoặc để ngăn ngừa tuyết rơi hoặc mưa tuyết tích lũy. Chất chống đóng băng cung cấp khả năng bảo vệ chống lại sự hình thành băng trong khi máy bay đang đứng yên trên mặt đất. Tuy nhiên, khi chịu lực cắt như không khí chảy qua bề mặt chất lỏng, khi máy bay đang tăng tốc cất cánh, toàn bộ bề mặt của chất lỏng sẽ thay đổi và nó sẽ trở nên mỏng hơn, để lại bề mặt khí động lực sạch và trơn.

Trong một số trường hợp, cả hai loại chất lỏng được áp dụng cho máy bay, đầu tiên là hỗn hợp glycol / nước nóng để loại bỏ các chất gây ô nhiễm, tiếp theo là chất lỏng không bị nung nóng để giữ cho băng khỏi hình thành trước khi máy bay cất cánh. Điều này được gọi là "thủ tục hai bước".
Chất lỏng Methanol làm tan băng đã được sử dụng trong nhiều năm để làm tan băng cánh nhỏ và bề mặt đuôi của máy bay hàng không cỡ nhỏ đến trung và thường được áp dụng với một thiết bị xịt cầm tay nhỏ. Methanol chỉ có thể loại bỏ sương muối và băng đóng ít trước khi bay.
Mono ethylene, ethylene và propylen glycol là các sản phẩm dầu không cháy và các sản phẩm tương tự được áp dụng nhiều nhất trong các hệ thống làm lạnh ô tô. Glycol có đặc tính làm lạnh rất tốt và cấp hàng không được gọi là SAE / ISO / AEA Loại I (AMS 1424 hoặc ISO 11075). Nó thường được áp dụng cho các bề mặt bị ô nhiễm pha loãng với nước ở 95 độ Fahrenheit bằng cách sử dụng một bục nhấc lên co được trên một chiếc xe tải có chứa 1.500-2.000 gal Mỹ (5,680 đến 7,570 L, 1,250 đến 1,670 galar) để đi trên đoạn đường nối hoặc khởi hành. Chất nhuộm màu được ưa thích vì nó có thể được xác nhận một cách dễ dàng bằng quan sát trực quan rằng một chiếc máy bay đã nhận được một ứng dụng làm tan băng. Dòng chảy của chất lỏng loại I dường như chuyển sang màu hồng, do đó thuật ngữ "tuyết hồng". Nếu không, tất cả các loại chất lỏng Loại I đều có màu cam.
Năm 1992, Dead Sea Works bắt đầu tiếp thị một hóa chất làm tan băng dựa trên muối và khoáng chất từ Biển Chết .

## Làm tan băng trong chuyến bay

### Hệ thống khí nén

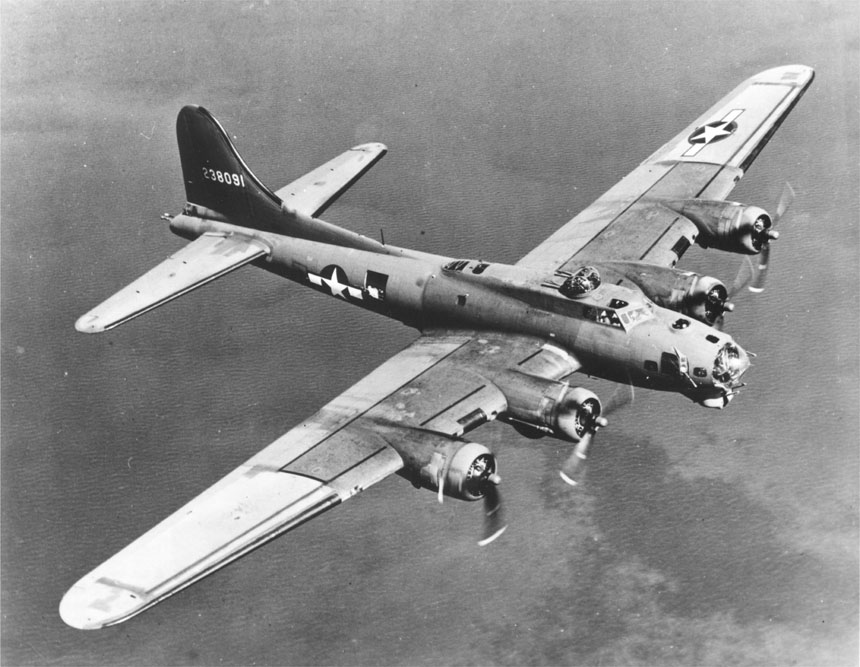
Pháo đài bay Boeing B-17. Các dải màu đen trên các cạnh đầu của đuôi, bộ ổn định và cánh là hệ thống chống băng làm bằng cao su.

Băng hình thành trong chuyến bay thường xuyên xảy ra ở các cạnh, cánh, đuôi và động cơ (bao gồm cánh quạt). Máy bay tốc độ thấp thường sử dụng hệ thống chống băng khởi động bằng khí nén trên các cạnh của cánh và đuôi để làm tan băng trong khi bay. Các lớp phủ cao su được thỉnh thoảng được thổi phồng, làm cho băng vỡ và tróc ra. Một khi hệ thống được kích hoạt bởi phi công, chu kỳ thổi phồng / xẹp xuống được kiểm soát tự động. Trong quá khứ, người ta cho rằng các hệ thống như vậy có thể bị hỏng nếu chúng bị thổi phồng sớm; nếu phi công không cho phép một lớp băng dày tạo thành trước khi bơm phồng lên hệ thống, thì hệ thống sẽ tạo ra một khoảng cách giữa cạnh đầu và băng hình thành. Nghiên cứu gần đây cho thấy "cầu nối" không xảy ra với những hệ thống hiện đại.

### Hệ thống điện
Một số máy bay cũng có thể sử dụng các bộ phận điện trở nóng được nhúng trong một tấm cao su gắn với các cạnh cánh và mặt trước của đuôi, cạnh đầu cánh quạt, và các cạnh của cánh quạt máy bay trực thăng. Hệ thống đóng băng này được Công ty Cao su Hoa Kỳ phát triển năm 1943. Các hệ thống này thường hoạt động liên tục. Khi băng được phát hiện, chúng lần đầu tiên hoạt động như các hệ thống làm tan băng, sau đó là các hệ thống chống đóng băng để tiếp tục bay trong điều kiện băng giá. Một số máy bay sử dụng các hệ thống làm tan băng hoá học có chứa chất chống đông như rượu hoặc propylen glycol thông qua các lỗ nhỏ trên bề mặt cánh và tại gốc của cánh quạt, làm tan đá và làm cho bề mặt không còn khả năng tạo thành băng. Một hệ thống thứ tư, được phát triển bởi NASA, phát hiện ra băng trên bề mặt bằng cảm nhận sự thay đổi tần số cộng hưởng. Một khi môđun điều khiển điện tử xác định rằng băng đã hình thành, một que nhọn được bơm vào các đầu dò để tạo ra một cú sốc cơ học mạnh, làm nứt lớp băng và làm cho nó bị lột ra bởi dòng chảy.

### Hệ thống rỉ không khí
Nhiều máy bay vận tải cánh cố định hiện đại sử dụng hệ thống chống băng trên đầu cạnh cánh, cánh quạt động cơ và đầu dò không khí bằng không khí nóng. Nó được rỉ từ động cơ và được dẫn vào một khoang bên dưới bề mặt để chống băng. Không khí nóng nung nóng bề mặt lên đến vài độ trên 0 °C (32 °F), ngăn không cho băng hình thành. Hệ thống có thể hoạt động tự động, bật và tắt khi máy bay đi vào và rời khỏi điều kiện đóng băng.

## Tác động môi trường và giảm thiểu
Các muối khan như natri chloride hoặc calci chloride thấm vào đất, nơi mà các ion (đặc biệt là các cation) có thể tích tụ và cuối cùng trở thành độc hại cho các sinh vật và cây trồng phát triển trong đất. Các hóa chất này cũng có thể tiếp cận các nguồn nước với nồng độ độc hại đối với hệ sinh thái. Các hợp chất hữu cơ được phân hủy sinh học và có thể gây ra các vấn đề cạn kiệt oxy. Những lạch nhỏ và ao có thời gian quay vòng dài đặc biệt dễ bị tổn thương.
Ethylene glycol và propylen glycol được biết là có nhu cầu oxy sinh hóa cao (BOD) trong quá trình xuống cấp trong nước ở bề mặt. Quá trình này có thể ảnh hưởng xấu đến sinh vật dưới nước bằng cách tiêu thụ oxy cần thiết cho sinh vật thủy sinh để sống sót. Lượng lớn oxy hoà tan trong nước được tiêu thụ khi quần thể vi khuẩn phân hủy propylen glycol :2–23
Mức oxy hoà tan trong nước ở bề mặt là yếu tố quyết định cho sự sống còn của cá, động vật không xương sống và các sinh vật dưới nước khác. Nếu nồng độ oxy giảm xuống dưới mức tối thiểu, các sinh vật di cư, nếu có thể và có thể, đến các khu vực có mức oxy cao hơn hoặc cuối cùng chết. Tác động này có thể giảm đáng kể lượng môi trường sống có thể sử dụng được. Giảm mức DO có thể làm giảm hoặc loại bỏ các động vật ăn đáy, tạo điều kiện thuận lợi cho sự thay đổi sự hiên diện của một cộng đồng một loài hoặc làm thay đổi các tương tác giữa các chu kỳ thực phẩm.:2–30
Trong một trường hợp, tuyết đáng kể ở Atlanta vào đầu tháng 1 năm 2002 đã gây ra một dòng chảy tràn ngập của hệ thống như vậy, làm ô uế trong thời gian ngắn dòng sông Flint ở hạ lưu sân bay Atlanta.
Một số sân bay tái chế dung dịch làm tan băng đã sử dụng, tách nước và các chất gây ô nhiễm rắn, cho phép tái sử dụng chất lỏng trong các ứng dụng khác. Các sân bay khác có một trạm xử lý nước thải tại chỗ, và/hoặc gửi chất lỏng được thu gom đến nhà máy xử lý nước thải đô thị hoặc một cơ sở xử lý nước thải thương mại :68–80 
Sự độc hại của chất lỏng làm tan băng là mối quan tâm khác về môi trường, và các nghiên cứu đang được tiến hành để tìm ra những lựa chọn thay thế ít độc hại (tức là không phải là glycol).